# Leuconycta
Leuconycta är ett släkte av fjärilar. Leuconycta ingår i familjen nattflyn.
Kladogram enligt Catalogue of Life:
| Leuconycta | \| \| Leuconycta diphteroides \| \| \| \| \| \| Leuconycta obliterata \| \| \| \| \| \| Leuconycta vesta \| \| \| \| |
|            | \| \| Leuconycta diphteroides \| \| \| \| \| \| Leuconycta obliterata \| \| \| \| \| \| Leuconycta vesta \| \| \| \| |
|            | Leuconycta diphteroides                                                                                              |
|            | |
|            | Leuconycta obliterata                                                                                                |
|            | |
|            | Leuconycta vesta |
|            | |